# Limnophila retracta
Limnophila retracta är en tvåvingeart som beskrevs av Alexander 1931. Limnophila retracta ingår i släktet Limnophila och familjen småharkrankar. Inga underarter finns listade i Catalogue of Life.